# Ana Soklič
Ana Soklič, znana także jako Anna Soklich, Diona Dim lub Diona Dimm (ur. 10 kwietnia 1984 w Sawicy) – słoweńska piosenkarka i autorka tekstów.

## Kariera muzyczna
Muzyką zafascynowała się już jako dziecko, kiedy w piątej klasie szkoły podstawowej zaśpiewała piosenkę z repertuaru Darji Švajger. Karierę na słoweńskiej scenie muzycznej zaczynała pod pseudonimem Diona Dim i Diona Dimm. W kolejnych latach pseudonimem Diona Dimm nazwany został zespół muzyczny, w którego skład weszli również Bojan Simončič i Gašper Kačar. Obaj razem z wokalistką opiekowali się autorską stroną projektu. Piosenkarka przez pewien czas mieszkała w Szwecji z uwagi na podpisany kontrakt z tamtejszą wytwórnią płytową, jednak współpraca ta nie była udana. 
W 2012 wzięła udział w pierwszej słoweńskiej edycji programu The X Factor, w którym przeszła do finałowej dziewiątki występującej w odcinkach na żywo (z grupy artystów z kategorii „ponad 21 lat”, której mentorką była Jadranka Juras) i zajęła ostatecznie piąte miejsce.
20 grudnia 2019 została ogłoszona uczestniczką słoweńskich preselekcji eurowizyjnych EMA 2020. Jej konkursową propozycją został utwór „Voda”. 22 lutego 2020 wygrała selekcje, zdobywając 53,54% głosów telewidzów w ścisłym finale konkursu i zostając tym samym reprezentantką Słowenii w 65. Konkursie Piosenki Eurowizji. 18 marca 2020 poinformowano o odwołaniu konkursu z powodu pandemii COVID-19. W kwietniu 2020 wystąpiła w projekcie Eurovision Home Concerts. 14 maja wydała swoją debiutancką epkę pt. Voda, zawierającą siedem różnych wersji utworu „Voda” oraz singiel „Temni svet”. Cztery dni później, reprezentując Słowenię z utworem „Amen”, zajęła 13. miejsce w pierwszym półfinale Konkursu Piosenki Eurowizji w Rotterdamie.

## Dyskografia

### EP
| Rok  | Dane dot. albumu                                                                 |
| ---- | -------------------------------------------------------------------------------- |
| 2020 | Voda - Wydany: 14 maja 2020 - Wytwórnia: ZKP RTVS - Format: CD, digital download |

### Single
| Rok  | Tytuł             | Album |
| ---- | ----------------- | ----- |
| 2004 | „If You”          | –     |
| 2004 | „Cosmo”           | –     |
| 2007 | „Oče (Father)”    | –     |
| 2013 | „Naj muzika igra” | –     |
| 2019 | „Temni svet”      | Voda  |
| 2020 | „Voda”            | Voda  |
| 2021 | „Amen”            | –     |